# Île Bass Sud
L'île Bass Sud est une petite île de la moitié ouest du lac Erié, dans le comté d'Ottawa (Ohio aux USA). Elle forme, avec deux autres îles (île Bass Nord et île Middle Bass) proches, les îles Bass. Elle est la troisième plus grande des îles du lac Érié et fait partie du canton de Put-in-Bay (en). Dans la baie se trouve la petite île de Gibraltar, qui abrite le laboratoire de la pierre de l'Université d'État de l'Ohio.
Le Perry's Victory and International Peace Memorial est un monument qui commémore la Bataille du lac Érié remportée par les États-Unis pendant la guerre anglo-américaine de 1812. On trouve aussi, à la pointe sud, le phare de l'île Bass Sud, construit en 1895 et inscrit au registre national des lieux historiques en 1990.

## Galerie

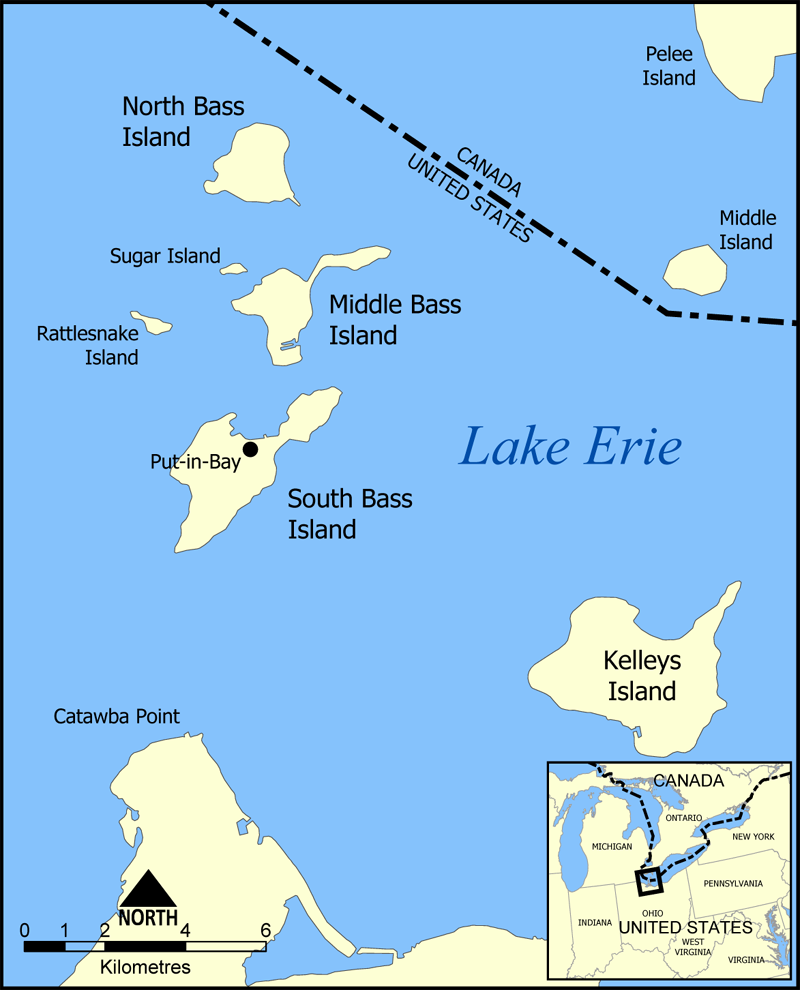
Archipel des Îles Bass
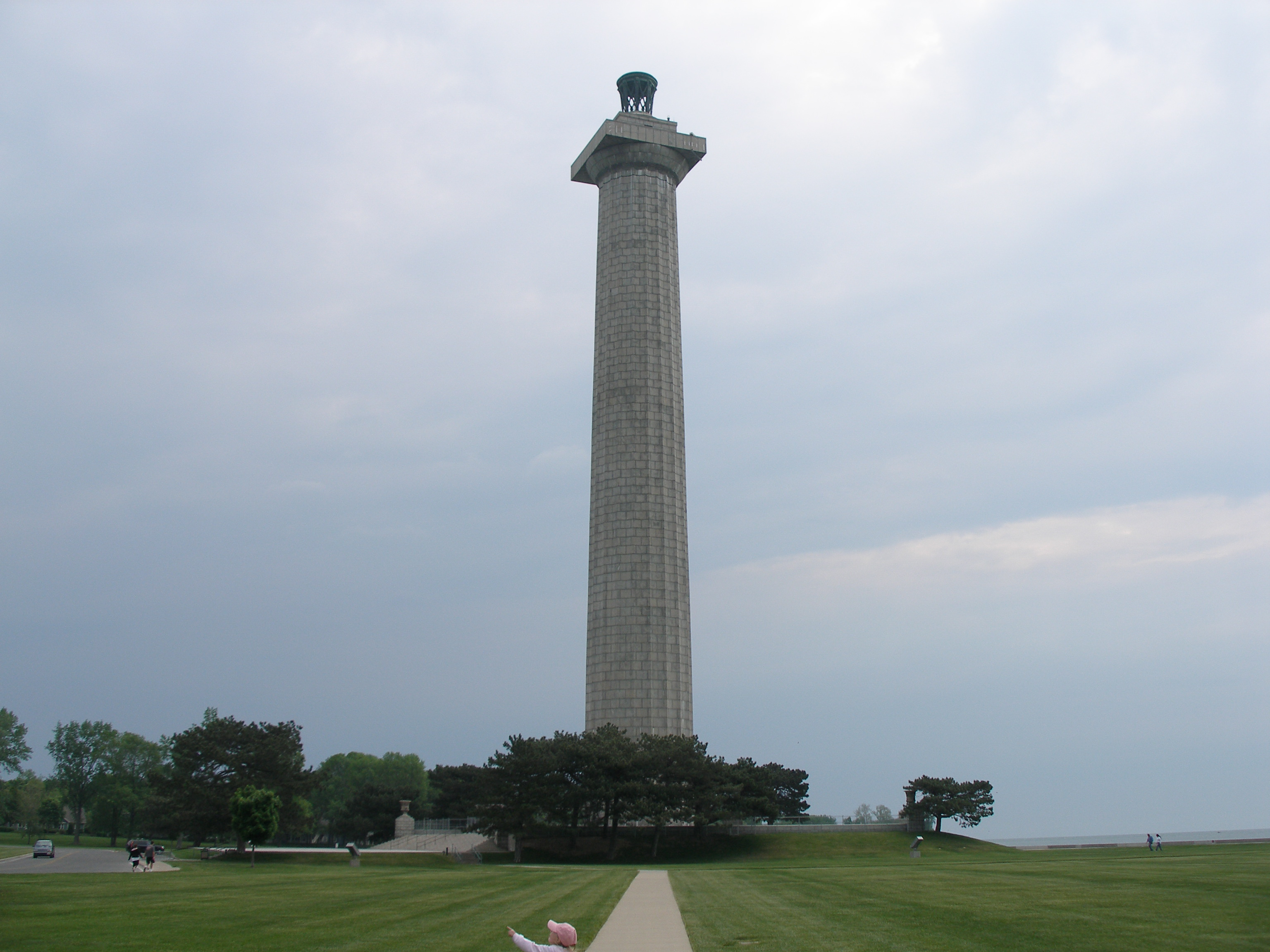
Memorial Perry
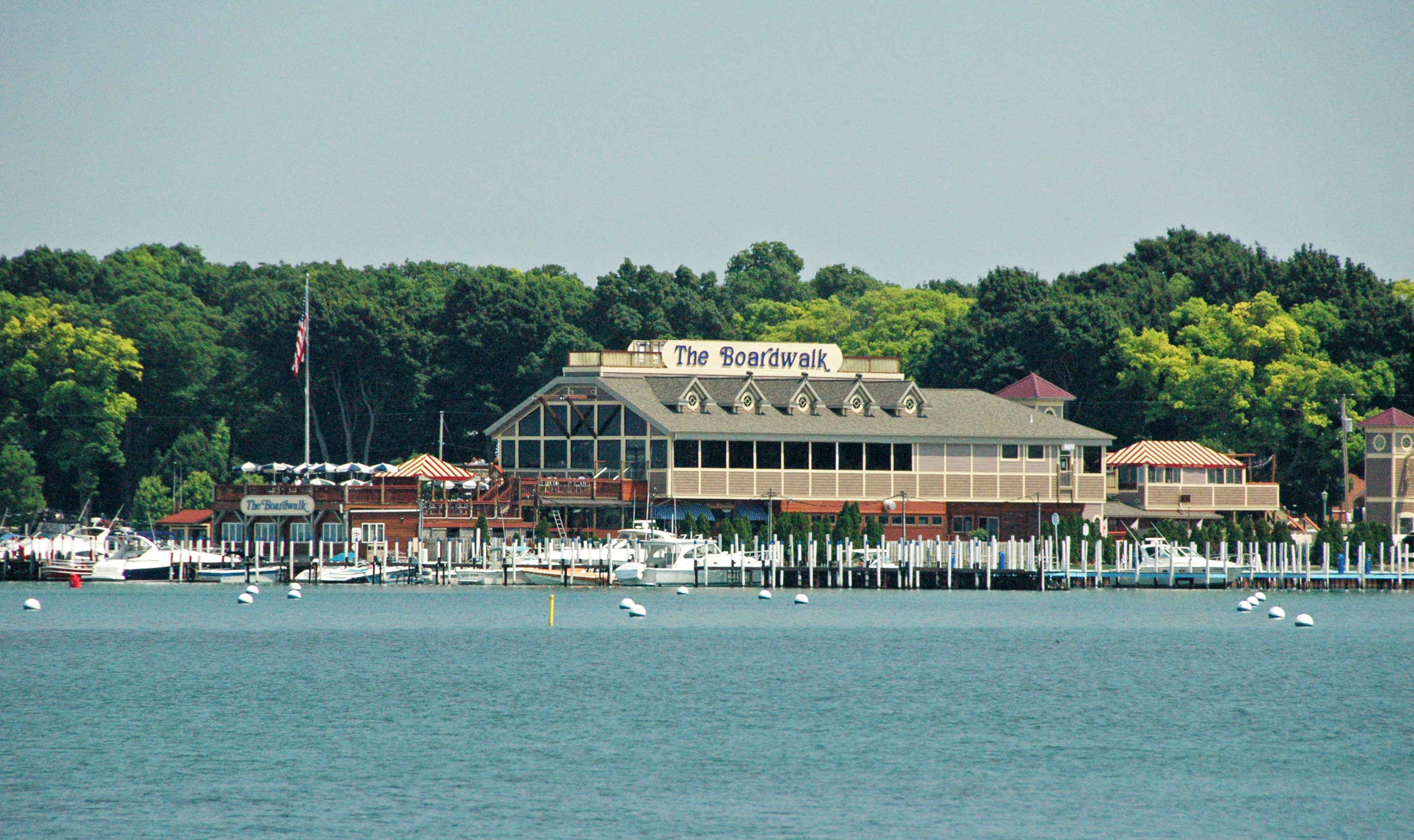
Put-In-Bay